# L'italiano (rivista politica)
L'italiano (sottotitolo: Foglio letterario) è stata una rivista pubblicata nel 1836 a Parigi sotto la direzione di Michele Accursi. Vi collaborò tra gli altri Giuseppe Mazzini, che vi pubblicò il saggio La filosofia della musica. Tra gli inserti gratuiti del giornale si ricorda Il precursore.